# Kishavas
Kishavas románul: Muncel, falu Romániában, Erdélyben, Kolozs megyében.

## Fekvése
Kackótól északnyugatra, Blenkemező és Csicsókápolna közt fekvő település.

## Története
Kishavas nevét 1553-ban említette előszször oklevél Munchel, Munchal néven, mint Csicsóvár tartozékát.  Ekkor vajdája Maxin János, kenéze István nevét is megemlítették.
1592-ben Báthory Zsigmond fejedelem birtoka volt.Itteni családok nevei: Hercz és Opra családok.
1597-ben birtokosa Radák András, 1618-ban pedig Haller Zsigmond is, aki itteni birtoka után ez évbeli lustrára egy gyalogpuskást állitott ki. 1619-ben pedig birtokosának írták Kendy Krisztinát is, aki e birtokról, melyet a fejedelem neki és férjének Haller Zsigmondnak adományozott, férje javára lemondott.
1649-ben egyik birtokosa Radák András óvást tesz az ellen, hogy a fejedelem e birtokot Boros Jánosnak adományozza.
1650-ben Radák András e faluhoz birt jogáról lemond. 1650-ben birtokosa már Boros János volt.
1696-ban Muncsel török hódoltság alatt lévő falu.
1700-ban a birtok Boros János után fiára Lászlóra szállt, aki azt Retteghi Alvinczi Istvánnak adta zálogba.
1727-ben birtokrésze volt itt a Bethleneknek is: gróf Bethlen János és neje Alvinczi Erzsébet gyermekei itteni részükön megosztoztak. 1753-ban báró Henter Dávid birtoka.
1756-ban Bethlen Éva itteni részét Kereső Lászlónak 1200 forintért zálogba adta, malyd 1776-ban Makrai Elek váltotta ki. 1764-ben Vay Juliánna báró Kemény Györgyné idevaló külsőségét elcserélte Makrai Elekkel oly formán, hogy Makrai Kissolymosi Kereső Lászlótól váltsa ki, helyette Makrai adta Horgospataki részét, melyet Keményné tartozott kiváltani Rettegi Mihálytól.
1777-ben az Alvinczi utódoktól báró Bánffy Farkas perelte ki Nagymezővel és a rettegi udvarházzal, mint édes anyjának nagyatyjáról Boros Lászlótól őt illető részeket.
A trianoni békeszerződés előtt Szolnok-Doboka vármegye Dési járásához tartozott.
1910-ben 279 lakosából 3 magyar, 269 román volt. Ebből 4 görögkatolikus, 270 görögkeleti ortodox, 5 izraelita volt.

## Források

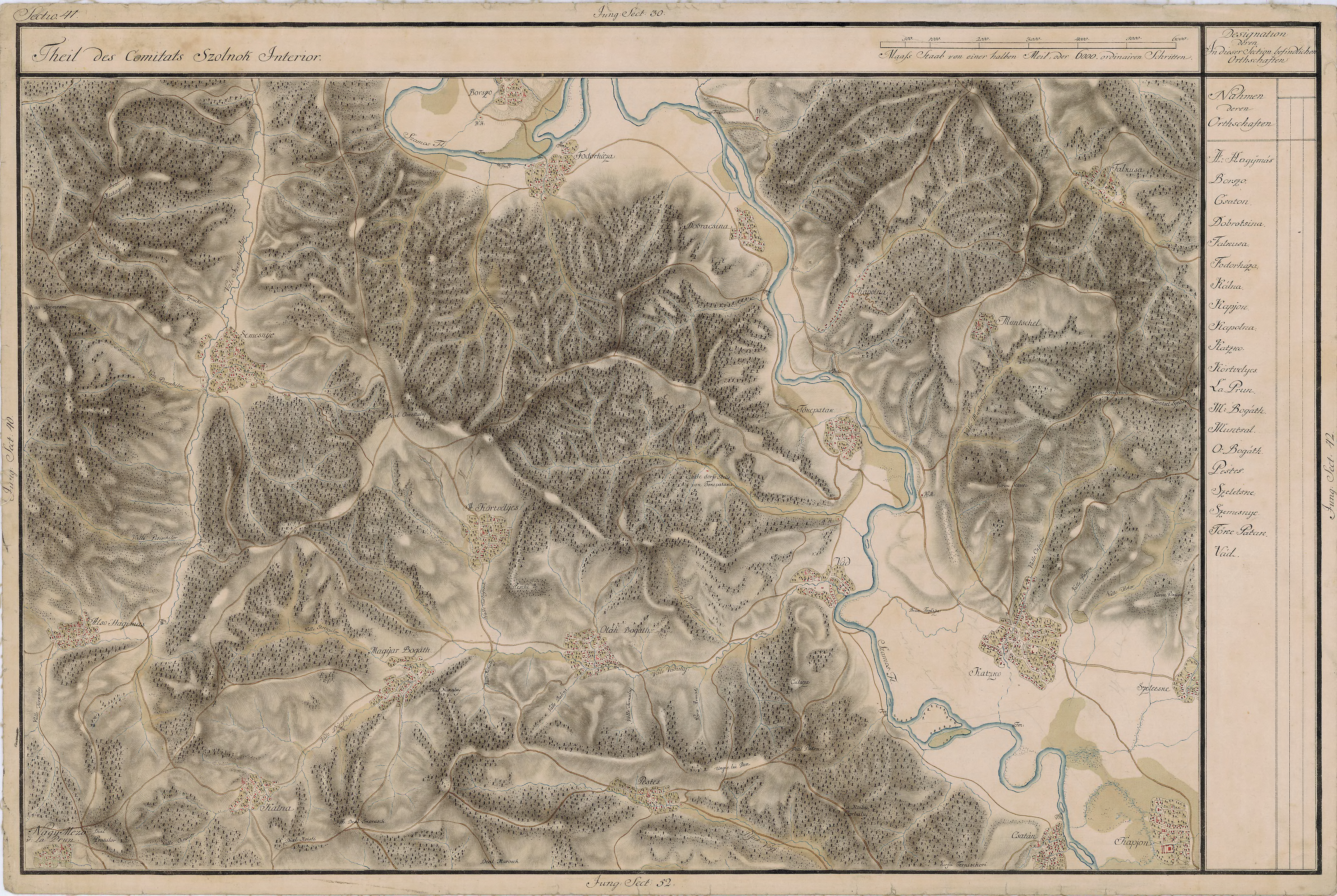
Kishavas, Muncsel egy régi térképen

## Galéria

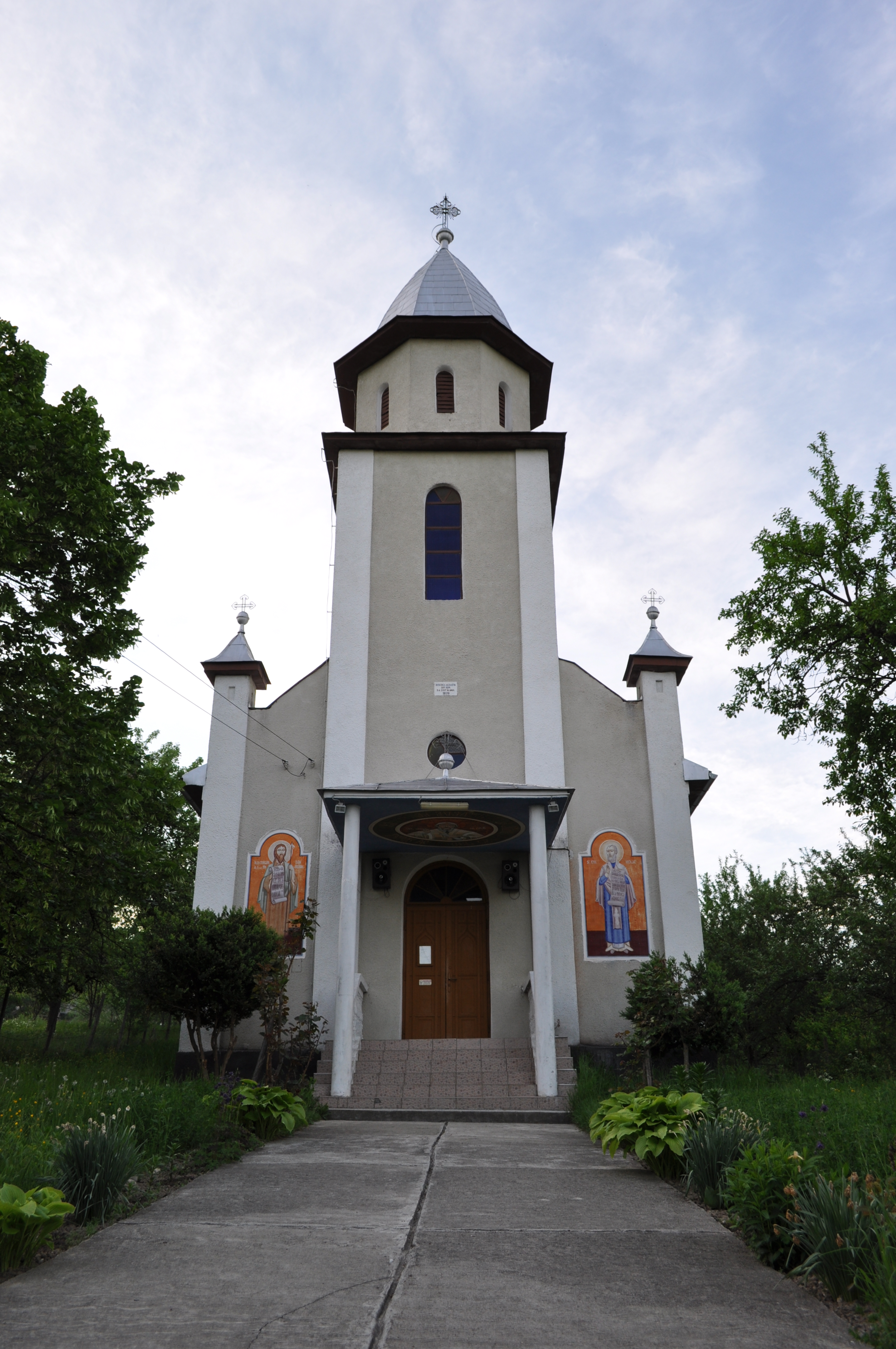
Az új görögkeleti templom
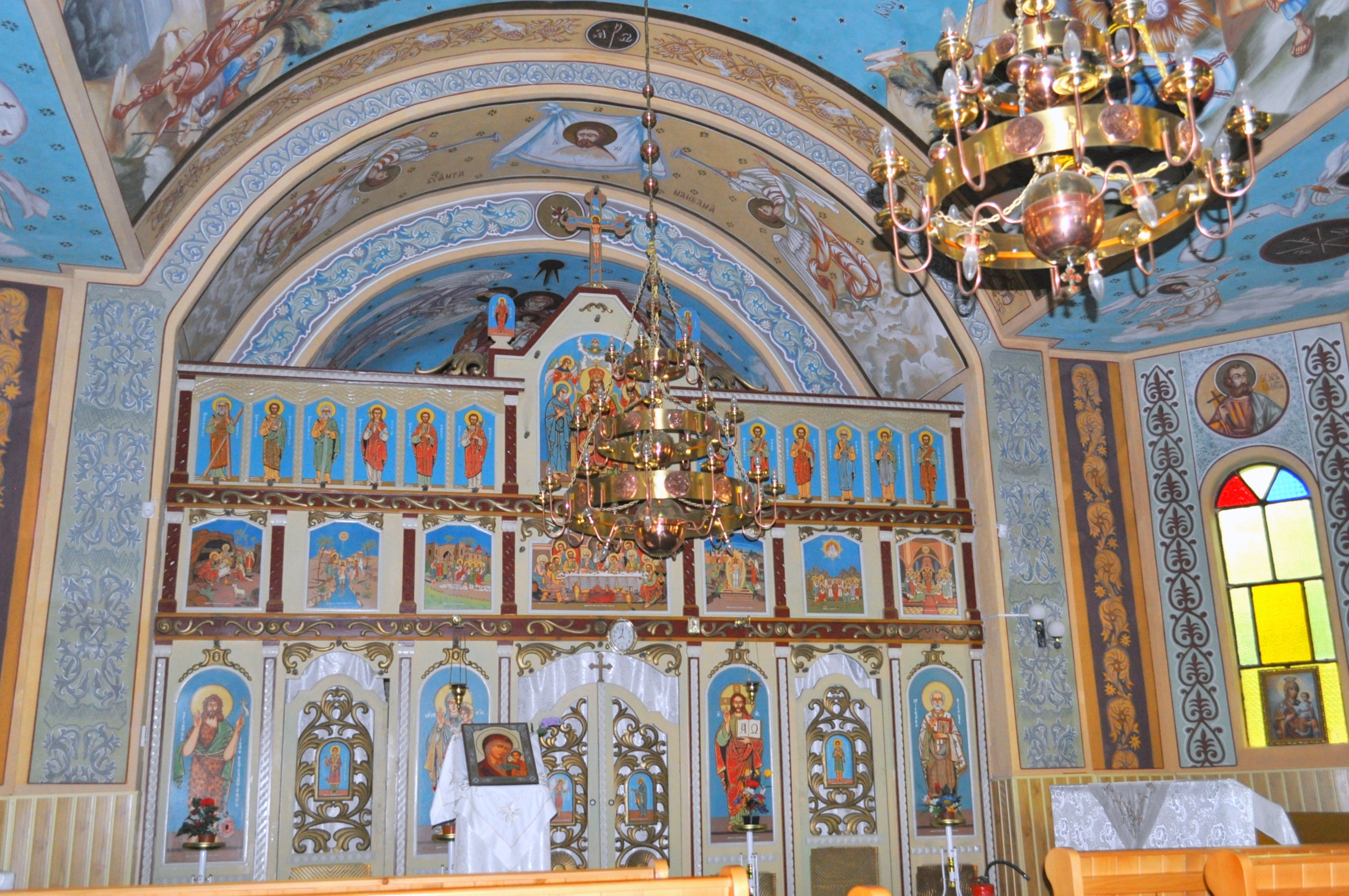
Az új templom belülről